# Оттон III (маркиз Монферратский)
Оттон III Палеолог (итал. Ottone III del Monferrato), называемый также Секондотто (Secondotto; 1361 — 16 декабря 1378) — маркиз Монферрато. Старший сын маркиза Джованни II и его жены Изабель Майоркской.

## Биография
Вскоре после рождения был помолвлен с Марией - дочерью Галеаццо II Висконти, и получил в приданое права на город Асти. Однако в марте 1362 года Мария умерла.
Наследовал отцу в 1372 году. Как несовершеннолетний, был под опекой Амадея VI Савойского — своего родственника, и Оттона IV Брауншвейг-Грубенгагенского (на монферратской службе с 1339 года). По завещанию отца должен был находиться под опекой до 25-летнего возраста.
В 1376 году Оттон IV Брауншвейг-Грубенгагенский по совету папы женился на королеве Неаполя Жанне I, и уехал из  Монферрата.
Оставшись без мудрого советчика, Секондотто начал совершать политические ошибки. Он женился на Виоланте, дочери Галеаццо II Висконти, вдове Лионеля д’Анвер (брачный контракт от 15.06.1377), и стал союзником своего шурина Джана Галеаццо Висконти. Они общими усилиями 6 февраля 1378 года взяли Асти, но город достался Джану Галеаццо, который объявил себя его губернатором.
В том же году Амадей VI Савойский под предлогом неурегулированных денежных долгов захватил монферратские города Кивассо, Ривас, Пойрино и Мацце. На переговорах, проходивших в Павии в августе, он потребовал от маркиза возмещения военных расходов.
Опасаясь за свою жизнь, Секондотто бежал из Павии с небольшим отрядом телохранителей и недалеко от Пармы (в Лангирано) был смертельно ранен одним из них 16 декабря 1378 года в результате драки, инициатором которой был сам маркиз. Вероятно, он находился в состоянии временного умопомрачения.
Узнав о смерти бывшего подопечного, Оттон IV Брауншвейг-Грубенгагенский вернулся в Монферрат и, наведя там порядок, посадил на трон Джованни III — брата Секондотто.